# Népal aux Jeux olympiques de la jeunesse d'hiver de 2012
Le Népal a participé aux Jeux olympiques de la jeunesse d'hiver de 2012 à Innsbruck en Autriche du 13 au 22 janvier 2012. L'équipe népalaise était composée d'un athlète en ski alpin.

## Résultats

### Ski alpin
Le Népal a qualifié un homme en ski alpin.
Hommes
| Athlète     | Épreuve      | Finale          | Finale          | Finale          | Finale          |
| Athlète     | Épreuve      | Manche 1        | Manche 2        | Total           | Rang            |
| ----------- | ------------ | --------------- | --------------- | --------------- | --------------- |
| Bibash Lama | Slalom       | N'a pas terminé | N'a pas terminé | N'a pas terminé | N'a pas terminé |
| Bibash Lama | Slalom géant | 1 min 42 s 29   | 1 min 31 s 39   | 3 min 13 s 68   | 39              |